# Fabre Line
Die als Fabre Line bekannte französische Reederei bestand von 1868 bis 1979.

## Geschichte

### Die Anfänge
Die Wurzeln der Reederei gehen auf die Familie Fabre aus La Ciotat zurück, welche sich seit dem 15. Jahrhundert mit Handel und Schifffahrt im Mittelmeer bis in die Karibik beschäftigte. Der 1838 geborene Firmengründer Cyprien Fabre begann seine Schifffahrtstätigkeit in der Reederei Régis. 1868 gründete er die „Société Cyprien Fabre et Cie.“ Er erwarb zunächst einige Frachtsegler und setzte diese in der Westafrikafahrt ein. Schon bald erwarb Fabre erste Dampfschiffe: in den ersten zehn Jahren einen Schaufelraddampfer und zehn weitere mit Propellerantrieb. Die Afrikalinie und die Trampschifffahrt wurden damit ausgebaut und ein neuer Dienst über Spanien nach Algerien aufgenommen. Der 1879 unternommene Versuch, in den Transatlantikverkehr einzusteigen, scheiterte; es blieb aus diesem Versuch jedoch ein Dienst von Marseilles nach Liverpool zurück.

### Aufbaujahre
Im Jahr 1881 gründete Fabre zusätzlich die Compagnie Française de Navigation à Vapeur Cyprien Fabre & Cie. Er wurde zu dieser Zeit zum Präsidenten der Handelskammer von Marseilles. In den folgenden vier Jahren nutzte Fabre französische Beihilfen zum Bau von zwölf Schiffen, die mehrheitlich auf britischen Werften entstanden. 1885 setzte die neue Gesellschaft bereits 16 Dampfschiffe ein. Die Fabre-Linien umfassten die Fahrtgebiete Mittler Osten und Algerien, Westafrika (diese Linie wurde 1902 bis nach Lagos erweitert), Brasilien und Argentinien  (letztere dienten in den Jahren 1882 bis 1905 vornehmlich dem Transport portugiesischer und italienische Auswanderer), sowie New York und New Orleans. Daneben transportierte Fabre in den Jahren 1887 bis 1906 Fischer von Saint-Malo nach Neufundland, Pilger nach Mekka und Soldaten nach China und Madagaskar. Als Fabre 1896 starb, kontrollierte sein Unternehmen rund ein Zehntel der aus Marseilles operierenden Handelsschiffe.

### Jahrhundertwende und Erster Weltkrieg
Um 1900 wurde die Reederei international zunehmend als Fabre Line bekannt. Zu Beginn des Ersten Weltkriegs besaß das Unternehmen elf Schiffe, darunter den Passagierdampfer Sant' Anna, der 1918 mit 2000 Passagieren an Bord vor Bizerta torpediert und versenkt wurde. Des Weiteren verlor die Reederei in den vier Kriegsjahren die Schiffe Libia, Provincia und Liberia. Nach dem Kriegsende erfolgte eine Reorganisation. Die 1914 aufgegebene Linie in den Mittleren Osten wurde 1921 wieder ebenso aufgenommen, wie die Dienste von Marseilles über Genua, Syrien, Ägypten nach New York. Bald wurden auch Kreuzfahrten über eigene Agenturen im Mittelmeer angeboten. Der ebenfalls reorganisierte Transatlantik-Kombidienst bediente zusätzlich Portugal und Italien, der Afrikadienst wurde nach Douala und Pointe-Noire erweitert.

### Übernahme durch Fraissinet und Zweiter Weltkrieg
In den 1920er Jahren begann Fabre Gemeinschaftsagenturen mit dem Mitbewerber Fraissinet aufzubauen. Im Jahr 1927 übernahm Fabre die Mehrheit der Reederei Chargeurs Réunis. Die italienische Regierung bildete 1931 ein italienisches Monopol für den Auswanderertransport und schloss Fabre damit von diesem Geschäft aus. Ein Teil der freigewordenen Schiffe wurde an die Reederei Messageries Maritimes veräußert, andere auf den Fabre-Westafrikalinien eingesetzt. 1933 erfolgte eine Umfirmierung auf Compagnie Générale de Navigation à Vapeur Cyprien Fabre & Cie. Nachdem man schon vorher bei den Gemeinschaftsagenturen und dem Aufbau eines Fruchtdienstes von Afrika nach Europa zusammengearbeitet hatte, übernahm Fraissinet 1937 die Anteilsmehrheit an Fabre. Im selben Jahr hatte Fabre Chargeurs Réunis vom Unternehmen abgetrennt und arbeitete zeitweise mit der Familienreederei Paquet aus Marseille zusammen.
Bei Ausbruch des Zweiten Weltkriegs konzentrierte sich Fabre auf den Afrikapostdienst, eine Nachschublinie nach Marokko und Algerien mit Rückladungen nach Frankreich sowie die Fabre-Fruchtdienste. 1941 benannte man das Unternehmen in Compagnie de Navigation Cyprien Fabre & Cie. um. Fabre verlor in den Kriegsjahren mehrere Schiffe, andere verbleibende Schiffe wurden aufgrund der veränderten Rahmenbedingungen überflüssig.

### Nachkriegszeit und Ende des Unternehmens
In den Nachkriegsjahren lag der Schwerpunkt zunächst im Wiederaufbau der Transatlantikdienste, deren Schiffe inzwischen durch große seitliche Fabre Line-Schriftzüge kenntlich gemacht wurden. Erste Linien führten nach New York und in den Golf von Mexiko, ab 1950 kam Kanada und die Großen Seen hinzu und ab 1954 wurden auch Le Havre, Bordeaux und Brest wieder in den Transatlantikverkehr eingebunden. 1955 fand der Zusammenschluss mit Fraissinet in der Gründung der Gesellschaft Compagnie de Navigation Fraissinet et Cyprien Fabre seinen Abschluss. Die Leitung des Unternehmens lag bei Roland Fraissinet, dem Enkel Cyprien Fabres. Auch danach setzte sich der wirtschaftliche Niedergang der Reederei fort – 1960 wurden nur noch zwei Schiffe bereedert. Fünf Jahre darauf schloss sich das Unternehmen unter der Obhut der Fraissinet-Chargeurs mit dem Mitbewerber Société Générale de Transport Maritimes zur  Compagnie Fabre – SGTM zusammen.
Auch nach der folgenden Reorganisation fuhren Schiffe der Fabre-Lines in Zusammenarbeit mit anderen Reedereien des Zusammenschlusses unter der eigenen Kontorflagge im Fruchtdienst nach Westafrika, vereinzelt nach Reunion, auf Linien in den Indischen Ozean und den Pacifik sowie neueröffneten Containerdiensten in die Vereinigten Staaten und die Großen Seen, einem herkömmlichen Frachtdienst in den Golf von Mexiko, zu den Antillen und nach Guyana (ursprünglich eine Linie der SGTM) und einer Linie nach Marokko (ursprünglich Reederei Paquet).
Im Laufe der 1970er Jahre setzte die Reederei anfangs 16 Schiffe ein, die immer weniger erwirtschafteten und stieß daraufhin immer wieder Schiffe ab. Im Jahr 1979 verkaufte man die letzten beiden Schiffe Joliette und Frontenac und löste das Unternehmen auf.